# Richard Grünschläger
Richard Grünschläger (* 17. September 1929 in Witten; † 28. Juni2022) war ein deutscher sozialdemokratischer Politiker und war Regierungspräsident in Arnsberg.
Nach dem Gymnasium wurde Grünschläger 1945 Kommunalbeamter und besuchte die Verwaltungsschule in Dortmund sowie die Verwaltungs- und Wirtschaftsakademie in Bochum.
Seit 1949 war Grünschläger Gewerkschaftsmitglied und seit 1951 gehörte er der SPD an. Grünschläger war seit 1958 Mitglied im Vorstand des Stadtverbandes seiner Partei in Witten. Von 1966 bis 1977 gehörte er als direkt gewählter Abgeordneter dem Landtag von Nordrhein-Westfalen an. 1970 und 1972 war Grünschläger Mitglied im Landesvorstand der SPD. Dem SPD-Fraktionsvorstand im Landtag gehörte er von 1975 bis 1977 an.
1977 wurde Grünschläger zum Regierungspräsidenten in Arnsberg berufen. Dieses Amt übte er bis 1990 aus.
2019 zeichnete ihn der Ministerpräsident von Nordrhein-Westfalen mit dem Verdienstorden des Landes Nordrhein-Westfalen aus.